# فوتيوس
فوتيوس (القرن 9 ميلادي) هو باحث ولاهوتي، وُلد في القسطنطينية.
أهم آثاره: «المكتبة» وهو وصف لـ 279 كتاب يوناني مع تحليل لمضموناتها.

## روابط خارجية
- فوتيوس على موقع الموسوعة البريطانية (الإنجليزية)